# Домбкі-Лентовниця
Домбкі-Лентовниця (пол. Dąbki-Łętownica) — село в Польщі, у гміні Замбрув Замбровського повіту Підляського воєводства.
Населення — 37 осіб (2011).
У 1975-1998 роках село належало до Ломжинського воєводства.

## Демографія
Демографічна структура станом на 31 березня 2011 року:
|          | Загалом | Допрацездатний вік | Працездатний вік | Постпрацездатний вік |
| -------- | ------- | ------------------ | ---------------- | -------------------- |
| Чоловіки | 20      | 2                  | 13               | 5                    |
| Жінки    | 17      | 2                  | 9                | 6                    |
| Разом    | 37      | 4                  | 22               | 11                   |